# 布萊恩·哈曼
布萊恩·哈曼（Brian Harman，1987年1月19日—）是一位美國高爾夫球選手。哈曼畢業於喬治亞大學。在大學期間他曾經三次加入學校的高爾夫球隊。2003年，哈曼贏得了美國青年業餘賽的冠軍。他還是2005年美國年度業餘高爾夫球員，並且在2007年贏得了波特杯。他現在參加PGA巡迴賽的賽事。他是2023年英国高尔夫球公开赛的冠軍獲得者。